# Бобри (Мінська область)
Бобри (біл. вёска Бабры) — село в складі Молодечненського району Мінської області, Білорусь. Село підпорядковане Холхлівській сільській раді, розташоване в західній частині області.

## Історія
У 1921—1945 роках село знаходилось у Польщі, у Вільнюській воєводстві, Вілейського повіту, c 1927 Молодечненського повіту гміні Гарадок.

## Населення
- 1921 рік — 67 люди, 12 будинки[1].
- 1931 рік — 66 люди, 16 будинки[2].